# Un hiver à New York
Pour les articles homonymes, voir The Kindness of Strangers.
Pour plus de détails, voir Fiche technique et Distribution.
Un hiver à New York (The Kindness of Strangers) est un drame multinational réalisé par Lone Scherfig, sorti en 2019.

## Synopsis
Ce film raconte l'histoire de quatre personnes traversant la pire crise de leur existence.

## Fiche technique
Sauf indication contraire, les informations mentionnées dans cette section peuvent être confirmées par la base de données cinématographiques IMDb,  présente dans la section « Liens externes ».
- Titre original : The Kindness of Strangers
- Titre français : Un hiver à New York
- Réalisation et scénario : Lone Scherfig
- Direction artistique : Jason Clarke et Søren Schwartzberg
- Décors : Carol Spier
- Costumes : Louize Nissen
- Montage : Cam McLauchlin
- Musique : Andrew Lockington
- Photographie : Sebastian Blenkov
- Production : Malene Blenkov, Sandra Cunningham et Robin Cass
  - Production exécutive : Mark Beilby, Tyson Bidner, Thomas Gammeltoft, Tim Hegarty, Christina Kubacki, Dagur Kári, Ole Christian Madsen, Peter Nadermann, Gavin Poolman, Andrea Scarso et Peter Touche
- Sociétés de production : Creative Alliance, Strada Films et Front Porch Pictures
- Société de distribution : HanWay Films
- Pays d'origine :  Danemark,  Canada,  France,  Suède,  Allemagne,  Royaume-Uni,  États-Unis
- Langue originale : anglais
- Format : couleur
- Durée : 112 minutes
- Genre : drame
- Dates de sortie :
  - Allemagne : 7 février 2019 (Berlinale 2019)
  - États-Unis : 14 février 2020[1]
  - France : 9 juin 2022 (DVD)

## Distribution
- Zoe Kazan (VF : Amandine Vincent ; VQ : Kim Jalabert) : Clara Scott
- Tahar Rahim (VQ : Maël Davan-Soulas) : Marc
- Andrea Riseborough (VQ : Éveline Gélinas) : Alice
- Bill Nighy (VQ : Jacques Lavallée) : Timofey
- Jay Baruchel (VQ : Nicholas Savard L'Herbier) : John Peter
- Caleb Landry Jones (VQ : Nicolas Bacon) : Jeff
- David Dencik : Lars
- Jack Fulton (VQ : Frédéric Larose) : Anthony Scott
- Finlay Wojtak-Hissong (VQ : Jacob Beaudry) : Jude Scott
- Lisa Codrington : Bonnie
- Esben Smed (VQ : Nicolas Charbonneaux-Collombet) : Richard Scott

 Source et légende : version française (VF) sur RS Doublage et version québécoise sur Doublage QC

## Distinction

### Sélection
- Berlinale 2019 : en compétition officielle (Film d'ouverture)